# Theologia Platonica

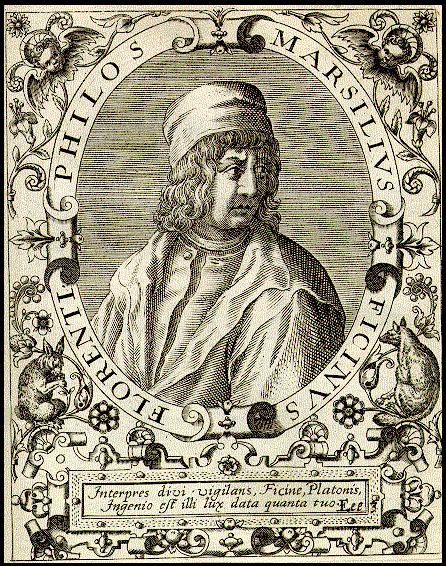
Marsilio Ficino.

De Theologia Platonica: De immortalitate animorum (Latijn: 'Platonische theologie: over de onsterfelijkheid van de zielen') is het omvangrijke hoofdwerk in het oeuvre van de Italiaanse humanist, neoplatonist en esotericus Marsilio Ficino, waarin hij christelijke theologie poogde te verenigen met (neo)platonische filosofie. Ficino's doel van dit project was te zorgen voor een wederopleving van oude wijsheid, het propageren van een nieuwe spiritualiteit en (zodoende) zorgen voor de komst van een nieuwe gouden tijd met een nieuwe paus en keizer. Hiermee sloot hij enigszins aan bij milleniaristische tendensen. Hij publiceerde het boek in 1482, en hij slaagde in zijn opzet om (neo)platonische filosofie te verbreiden in Europa. Het boek droeg er wellicht ook toe bij dat de Kerk in 1512 de onsterfelijkheid van de ziel (een platonische leerstelling) tot dogma maakte.
Ficino werkte aan de achttien boeken van de Theologia Platonica tussen 1469 en 1473, waarna hij de tekst enkele jaren bijschaafde. Hij schreef het werk in een periode dat hij Plato's werk vertaalde en ingelezen was in diverse antieke bronnen, zoals het Corpus Hermeticum. Het was zijn overtuiging geworden dat verschillende wijsheden in diverse oude teksten uiteindelijk putten uit één bron. Tot de hierbij relevante autoriteiten rekende hij in chronologische volgorde: Zarathustra, Hermes Trismegistus, Orpheus, Aglaophemus, Pythagoras en uiteindelijk Plato, maar ook post-platonische bronnen nam hij in ogenschouw, zoals Augustinus en pseudo-Dionysius. Met het juiste interpretatiewerk viel in die bronnen één doorlopende theologische traditie te onderscheiden. Deze notie heet prisca theologia, een term die echter pas door Agostino Steuco werd ingevoerd. In het boek bouwde Ficino een systeem uit voor die theologische unificatie. 
De kerngedachte hierbij was de onsterfelijkheid van de menselijke ziel en het willen beschrijven van het wezen (figura) van de mens, verbonden met de sterren en de kroon op de schepping. Dit maakte dat men onder andere gnostische tendensen in het boek kon lezen. Bij het nastreven van verlichting veronderstelde Ficino dat de mens als microkosmos onder andere de occulte krachten kon benutten van de sterren en planeten, de macrokosmos, maar ook de magische werking van letter- en cijfersymboliek en -mystiek. De Theologia Platonica geldt dan ook als een onorthodox werk.
Ficino vermeed scholastische termen maar baseerde de stijl van het boek op die van de Enneaden van de neoplatonist Plotinus. Hij gebruikte de asyndeton veel, wisselde lange stukken ingewikkelde argumentatie af met poëtische beeldentaal, en sprak de lezer nu en dan direct aan.
Na de afzonderlijke publicatie van de Theologia Platonica in 1482, werd het boek samen met een tweede druk van Ficino's integrale Plato-vertaling uitgegeven in 1491 te Venetië. Later, in 1561, 1576 en 1614, werd het uitgegeven als deel van Ficino's complete oeuvre onder de titel Opera omnia.

## Bron
- Ficino, Marsilio. Platonic Theology. Volumes I-VI. Vert. & red. M.J.B. Allen, J. Warden, J. Hankins & W. Bowen. Cambridge: Harvard University Press, 2001-2006.